# Симчо Исаков
Симчо Исаков је бугарски песник јеврејског порекла. Стварао је поезију, прозу, фељтоне и роман у стиху „Алфред Сасон” који је написао у 22. години живота.

## Биографија
Рођен је 12. августа 1919. године у Ћустендилу, као четврто дете у породици ситног трговца Исака, власника локала Маркет Париз. Заједница у којој је одрастао била је повезана са повратком јеврејског народа у прапостојбину и стварањем модерне јеврејске државе. Свакодневни живот Јевреја у овом граду одвијао се у оквиру организације Макаби и јеврејског културног центра Добра будућност.
Први поетски експерименти Симча Исакова настали су још у његовом детињству. Од своје 15. године водио је дневник у коме је описивао своја свакодневна искуства и поглед на живот. Године 1936. записао је у свом дневнику да би требало да почне са учењем хебрејског језика. Од 1938. одлучио је да започне са креирањем школских новина за јеврејску децу, али директор средње школе није подржао ову идеју. Уместо тога, организација Макаби му је помогла да сачини посебне књижице за двоје јеврејске деце. У исто време, у Ћустендилу се оснива илегално јеврејско језгро као одговор на растућу антисемитску атмосферу. Исаков је познат као вођа Јевреја. Једне вечери је упао у заседу и избоден је ножем.
Након завршетка Ћустендилске средње школе уз почасти, на наговор своје породице уписао је Правни факултет на Софијском универзитету. Како би зарадио за живот, радио је у шнајдерској задрузи у улици Алабин. Након усвајања Закона о заштити нације, Исаков је исељен из Софије натраг у Ћустендил, где је почео да ради као наставник хебрејског језика у Јеврејској школи.
Током 1943. године Исаков редовно штампа фељтоне у јединим новинама за бугарске Јевреје, Булетин консисторије. У исто време, у току три године, заједно са другим Јеврејима, радио је у логору где је ситнио камен за изградњу путева и мостова. Једне вечери у марту 1943. године присуствовао је депортацији Јевреја из Западне Тракије пругом уског колосека кроз Кресненску клисуру.
Неколико дана након 9. септембра 1944. године, у препуном салону Ћустендилског читалишта, будући директор Народног позоришта, Сашо Стојанов рецитовао је песму Ватрене године, аутора Симча Исакова. За своју партизанску песму Чича са лулом, Симчо је добио гламурозне критике чувеног књижевног критичара Јака Молхова.
Године 1945, након дугог периода проведеног у логору, здравље Симча Исакова је било нарушено и имао је проблема са срцем. У то време, послао је свом пријатељу у Ерец Израелу стихове написане на хебрејском, и прави планове за одлазак.
Симчо Исаков је преминуо 22. јануара 1949. године. Према речима књижевног критичара Мордекаја-Марка Авишаија, Исаков заслужује титулу „песника бугарских Јевреја”. Након његове смрти, иза њега је остало наслеђе од стотина песама и роман у стиху „Алфред Сасон”.
Године 1953, Божидар Божилов сабрао је колекцију песама Симча Исакова, а 1960. године је једно издање превода његових дела објављено у Израелу, а 1980. године роман у стиху. Током 2007. године, Викторија Атанасова је сабрала збирку „Изабране”, која садржи поезију, прозу и роман у стиху Симча Исакова.